# فيرونيكا فالكون
فيرونيكا فالكون (بالإسبانية: Veronica Falcón)‏ هي مخرجة وممثلة مكسيكية، ولدت في 8 أغسطس 1966 في مدينة مكسيكو في المكسيك.

## وصلات خارجية
- فيرونيكا فالكون على موقع IMDb (الإنجليزية)
- فيرونيكا فالكون على موقع روتن توميتوز (الإنجليزية)
- فيرونيكا فالكون على موقع قاعدة بيانات الفيلم (الإنجليزية)